# Rebecca Gayheart
Rebecca Gayheart, née le 12 août 1971 à Hazard dans le Kentucky,  est une actrice et réalisatrice américaine.
Au début des années 1990, elle obtient des rôles dans des séries télévisées et productions cinématographiques pour adolescents, dont le célèbre film Jawbreaker (1999) ainsi que la trilogie horrifique Urban Legend (1998-2005).

## Biographie

### Débuts d'actrice (années 1990)
Ancien mannequin, Rebecca Gayheart devient célèbre grâce à des publicités, notamment pour une crème Noxzema, diffusée en 1991. 
Elle commence sa carrière d'actrice au début des années 1990 par un rôle dans la série sentimentale Amoureusement vôtre. Elle quitte la série en 1993 pour tourner une série de téléfilms d'action, intitulés Vanishing Son, diffusés l'année suivante. elle rejoint ensuite le casting d'une nouvelle série de science-fiction, Earth 2, dont une seule saison est diffusée jusqu'en 1995. La comédienne enchaîne alors avec un rôle récurrent dans la sixième saison de la populaire série pour adolescents : Beverly Hills 90210, puis retrouve l'un des acteurs, Luke Perry, pour le téléfilm de science-fiction Invasion.
Elle tente parallèlement une carrière au cinéma, mais se contente de petits rôles : dans le drame Somebody Is Waiting (1996), la comédie Rien à perdre (1997), ou encore le film d'horreur pour adolescents Scream 2, où elle côtoie une partie importante des acteurs de séries pour adolescents à la mode. 
Sa carrière est enfin lancée en 1998 par les rôles principaux de deux longs-métrages : la comédie romantique Hairshirt, dont elle partage l'affiche avec Neve Campbell, puis surtout le film d'horreur pour adolescents Urban Legend, où elle est notamment entourée de Jared Leto, Alicia Witt et Joshua Jackson.
L'actrice tente de confirmer l'année suivante avec quatre projets : le thriller indépendant Puppet et le film d'horreur Une nuit en enfer 3 : La Fille du bourreau qui sortent cependant directement en vidéo ; la comédie noire pour adolescents  Jawbreaker, où elle a pour partenaires Julie Benz et Rose McGowan ; et surtout, une nouvelle série télévisée, dont elle serait l'héroïne, Wasteland. Mais la fiction est annulée au bout de treize épisodes, faute d'audiences.
L'année 2000 la voit partager l'affiche du film d'horreur Shadow Hours avec Balthazar Getty et Peter Weller, mais elle se contente d'une apparition dans la suite Urban Legend 2 : Coup de grâce, où le protagoniste féminin est désormais incarné par Jennifer Morrison.

### Passage au second plan (années 2000)
L'actrice fait ensuite partie du casting entourant Sarah Michelle Gellar pour la comédie noire Harvard Story (2001) puis partage l'affiche de la comédie romantique Pipe Dream avec Martin Donovan. 
Mais elle tente surtout de s'installer à la télévision, où elle essuie cependant plusieurs échecs : elle fait d'abord partie du casting de l'épisode pilote d'une nouvelle série, Inside Schwartz, mais le projet n'est pas commandé. elle tourne aussi l'épisode pilote d'une nouvelle série de science-fiction, intitulée Firefly, mais elle est finalement remplacée par Morena Baccarin durant le tournage. Puis elle est recrutée pour faire partie du casting principal de la série Dead Like Me, mais son personnage part après seulement six épisodes.
Depuis 2003, l'actrice se contente de petites apparitions dans des séries. Son seul rôle régulier date de 2006, dans l'éphémère série thriller Vanished . Par ailleurs, après avoir tenté un comeback en partageant l'affiche du thriller indépendant Grey Lady (2017) avec son mari Eric Dane, elle retrouve Luke Perry sur le tournage du très attendu neuvième film de Quentin Tarantino, Once Upon a Time in Hollywood.

### Vie privée
Rebecca Gayheart fut un temps fiancée au réalisateur Brett Ratner.
Le 13 juin 2001, elle renversa un enfant de 9 ans sur la route, il décéda le lendemain de ses blessures. À la suite de cela, sa carrière connut un frein durant quelques années.
Elle s’est mariée en octobre 2004 avec l'acteur Eric Dane (Grey's Anatomy). Ensemble, ils ont deux filles : Billie-Béatrice, née le 3 mars 2010 et Georgia Géraldine, née le 28 décembre 2011. Ils ont annoncé leur divorce le 17 février 2018.

## Filmographie

### Films
- 1996 : Somebody Is Waiting : Lilli
- 1997 : Rien à perdre : Danielle
- 1997 : Scream 2 : Sorority Sister Lois
- 1998 : Hairshirt : Jennifer Scott
- 1998 : Urban Legend : Brenda Bates
- 1999 : Puppet : Lori Myers
- 1999 : Jawbreaker : Julie Freeman
- 2000 : Une nuit en enfer 3 : La Fille du bourreau (From Dusk Till Dawn 3: The Hangman's Daughter) (vidéo) : Mary Newlie
- 2000 : Shadow Hours : Chloe Holloway
- 2000 : Urban Legend 2 : Coup de grâce (Urban Legends: Final Cut) : Infirmière Brenda Bates
- 2001 : Doppelgänger : Petite amie de Brian
- 2001 : Harvard Story (Harvard Man) : Kelly Morgan
- 2002 : Pipe Dream (en) : Marliss Funt
- 2005 : Love, Fear and Rabbits : Beatriz Magdalene Johnson
- 2005 : Very Bad Santa : Gwen
- 2006 : Last Day : Abra
- 2014 : G.B.F. : Mrs. Daniels
- 2019 : Once Upon a Time in Hollywood : Billie Booth

### Téléfilms
- 1994 : Vanishing Son : Clair Armstrong
- 1994 : Vanishing Son III : Clair Armstrong
- 1994 : Vanishing Son IV : Clair Armstrong
- 1997 : Invasion : Cassy Winslow
- 2006 : Scarlett : Scarlett

### Séries télévisées
- 1992-1993 : Amoureusement vôtre (Loving) : Hannah Mayberry
- 1994-1995 : Earth 2 : Bess Martin
- 1995 : Beverly Hills 90210 : Antonia "Toni" Marchette (Saison 6, épisodes 3 à 10)
- 1996 : Sliders : Nathalie (saison 2, épisode 6)
- 1999 : Wasteland : Samantha "Sam" Price (13 épisodes)
- 2002 : Ce que j'aime chez toi : Dana (saison 1, épisode 11)
- 2003 : Dead Like Me : Betty Rhomer
- 2004-2006 : Nip/Tuck : Natasha Charles (3 épisodes)
- 2005 : Le miracle du cœur : Meghan Sullivan
- 2006 : Médium : Jessica Delaney (saison 2, épisode 16 : Paranoïa)
- 2006 : Vanished : Judy Nash (13 épisodes)
- 2007 : Ugly Betty : Jordan Dunn

### Court-métrage
- 1990 : Whatever Happened to Mason Reese de Brett Ratner : Rebecca

### Réalisation
- 2002 : Me and Daphne

## Voix françaises
- Vanina Pradier[2] dans :
  - Jawbreaker
  - Invasion
  - Amoureusement vôtre
  - Wasterland
  - Dead Like Me
  - Ugly Betty
- Nathalie Karsenti[3] dans :
  - La demoiselle grise
  - Division d'élite
  - Nip/Tuck
  - Vanished
  - The Cleaner
- Barbara Kelsch[3] dans :
  - Urban Legend
  - Urban Legend 2
  - Earth 2
- Rafaèle Moutier[3] dans :
  - Beverly Hills 90210
  - Ce que j'aime chez toi
- Ludivine Jouannet dans Scream 2
- Déborah Perret[3] dans Harvard Story
- Colette Sodoyez dans Une nuit en enfer 3 : La Fille du bourreau
- Laurence Charpentier[3] dans Once Upon a Time… in Hollywood
- Martine Irzenski[3] dans Vanishing Son
- Kelvine Dumour[2] dans Médium